# Persone di nome Mathias
| Questa pagina contiene informazioni ricavate automaticamente dalle voci biografiche con l'ausilio del template Bio e di un bot. L'aggiornamento è periodico e automatico e ricostruisce completamente la pagina. Se manca una persona in questa lista, sei pregato di non aggiungerla, ma accertati piuttosto che la sua voce biografica contenga il template Bio e che i dati anagrafici siano correttamente compilati. Se il template Bio manca, inseriscilo tu stesso o, in alternativa, metti l'avviso {{tmp\|Bio}} che ne segnala la mancanza. Se i dati riportati sono sbagliati, correggi direttamente la voce biografica; le modifiche saranno visibili in questa lista entro pochi giorni. Per chiarimenti vedi il progetto antroponimi. La lista contiene solo le 105 persone che sono citate nell'enciclopedia e per le quali è stato implementato correttamente il template Bio. Pagina aggiornata al 6 mag 2025. |

Questa è una lista di persone presenti nell'enciclopedia che hanno il nome Mathias, suddivise per attività principale.

## Allenatori di sci alpino(1)
- Mathias Berthold, allenatore di sci alpino e ex sciatore alpino austriaco (n. 1965)

## Alpinisti(1)
- Mathias Rebitsch, alpinista, archeologo e storico austriaco (Brixlegg, n. 1911 - Innsbruck, † 1990)

## Attori(3)
- Mathias Herrmann, attore tedesco (Friedberg, n. 1962)
- Mathias Melloul, attore francese (Vitry-sur-Seine, n. 1990)
- Mathias Wieman, attore tedesco (Osnabrück, n. 1902 - Zurigo, † 1969)

## Aviatori(1)
- Mathias Rust, aviatore e attivista tedesco (Wedel, n. 1968)

## Biatleti(1)
- Mathias Jung, ex biatleta tedesco (Trusetal, n. 1958)

## Botanici(1)
- Mathias de l'Obel, botanico fiammingo (Lilla, n. 1538 - Highgate, † 1616)

## Calciatori(47)
- Macken Aas, calciatore norvegese (Oslo, n. 1886 - Oslo, † 1960)
- Mathias Abel, ex calciatore tedesco (Kaiserslautern, n. 1981)
- Mathias Autret, calciatore francese (Morlaix, n. 1991)
- Mathias Becker, calciatore lussemburghese (n. 1907 - † 1952)
- Mathias Bringaker, calciatore norvegese (Jørpeland, n. 1997)
- Mathias Chago, ex calciatore camerunese (Bakou, n. 1983)
- Mathias Christen, calciatore liechtensteinese (Vaduz, n. 1987)
- Mathias Coureur, ex calciatore francese (Fort-de-France, n. 1988)
- Mathias De Amorim, calciatore francese (Pessac, n. 2004)
- Mathias Delorge, calciatore belga (Sint-Truiden, n. 2004)
- Mathias Dyngeland, calciatore norvegese (Bergen, n. 1995)
- Mathias Eikenes, calciatore norvegese (Sandane, n. 1985)
- Mathias Feller, calciatore lussemburghese (Lussemburgo, n. 1904 - † 1953)
- Mathias Fixelles, calciatore belga (Soignies, n. 1996)
- Mathias Gehrt, calciatore danese (Brøndby, n. 1992)
- Mathias Gravem, ex calciatore norvegese (Katrineholm, n. 1976)
- Mathias Greve, calciatore danese (Langeskov, n. 1995)
- Mathias Haarup, calciatore danese (Havndal, n. 1996)
- Mathias Hain, ex calciatore tedesco (Goslar, n. 1972)
- Mathias Hebo, calciatore danese (Hvidovre, n. 1995)
- Mathias Honsak, calciatore austriaco (Vienna, n. 1996)
- Mathias Jensen, calciatore danese (Jerslev, n. 1996)
- Mathias Jørgensen, calciatore danese (Copenaghen, n. 1990)
- Mathias Jørgensen, calciatore danese (Hundested, n. 2000)
- Mathias Jänisch, ex calciatore tedesco (Riedlingen, n. 1990)
- Mathias Kjølø, calciatore norvegese (Oslo, n. 2001)
- Mathias Kristensen, calciatore danese (n. 1997)
- Mathias Kvistgaarden, calciatore danese (Birkerød, n. 2002)
- Mathias Lindström, ex calciatore finlandese (Houtskär, n. 1981)
- Mathias Løvik, calciatore norvegese (n. 2003)
- Mathias Nielsen, ex calciatore danese (Herfølge, n. 1991)
- Mathias Normann, calciatore norvegese (Svolvær, n. 1996)
- Mathias Olesen, calciatore lussemburghese (Lussemburgo, n. 2001)
- Mathias Oyewusi, calciatore nigeriano (Jos, n. 1999)
- Mathias Pereira Lage, calciatore francese (Clermont-Ferrand, n. 1996)
- Mathias Pogba, calciatore guineano (Conakry, n. 1990)
- Mathyas Randriamamy, calciatore malgascio (Clamart, n. 2003)
- Mathias Ranégie, ex calciatore svedese (Göteborg, n. 1984)
- Mathias Rasmussen, calciatore norvegese (Lyngdal, n. 1997)
- Mathias Ross, calciatore danese (Aalborg, n. 2001)
- Mathias Schober, ex calciatore tedesco (Marl, n. 1976)
- Mathias Sele, calciatore liechtensteinese (n. 1992)
- Mathias Tauber, calciatore danese (Birkerød, n. 1984)
- Mathias Unkuri, ex calciatore svedese (Perstorp, n. 1988)
- Mathias Vidangossy, calciatore cileno (Santiago del Cile, n. 1987)
- Mathias Wichmann, calciatore danese (Aalborg, n. 1991)
- Mathias Wittek, ex calciatore tedesco (Kędzierzyn-Koźle, n. 1989)

## Cantanti(1)
- Mathias Malzieu, cantante, regista e scrittore francese (Montpellier, n. 1974)

## Cestisti(1)
- Mathias Lessort, cestista francese (Fort-de-France, n. 1995)

## Chitarristi(1)
- Mathias Färm, chitarrista, cantante e batterista svedese (Örebro, n. 1974)

## Ciclisti su strada(5)
- Mathias Clemens, ciclista su strada, ciclocrossista e pistard lussemburghese (Rédange, n. 1915 - Huncherange, † 2001)
- Mathias Frank, ex ciclista su strada svizzero (Roggliswil, n. 1986)
- Mathias Le Turnier, ciclista su strada francese (Arès, n. 1995)
- Mathias Norsgaard, ciclista su strada danese (Silkeborg, n. 1997)
- Mathias Vacek, ciclista su strada e ex fondista ceco (Beroun, n. 2002)

## Danzatori(1)
- Mathias Heymann, ballerino francese (Marsiglia, n. 1987)

## Editori(1)
- Mathias Döpfner, editore, giornalista e scrittore tedesco (Bonn, n. 1963)

## Fondisti(2)
- Matteo Demetz, fondista italiano (Santa Cristina Valgardena, n. 1902 - Klagenfurt, † 1941)
- Mathias Rundgreen, fondista norvegese (n. 1991)

## Generali(1)
- Mattia Galasso, generale italiano (Trento, n. 1584 - Vienna, † 1647)

## Giocatori di badminton(1)
- Mathias Boe, giocatore di badminton danese (Frederikssund, n. 1980)

## Giocatori di calcio a 5(1)
- Mathias Dahl Abelsen, giocatore di calcio a 5 e calciatore norvegese (Sortland, n. 1994)

## Giocatori di football americano(1)
- Mathias Kiwanuka, ex giocatore di football americano statunitense (Indianapolis, n. 1983)

## Hockeisti su ghiaccio(3)
- Mathias Porseland, hockeista su ghiaccio svedese (Göteborg, n. 1986)
- Mathias Seger, hockeista su ghiaccio svizzero (Flawil, n. 1977)
- Mathias Tjärnqvist, ex hockeista su ghiaccio svedese (Umeå, n. 1979)

## Incisori(1)
- Mathias Albrecht Lotter, incisore e cartografo tedesco (Augusta, n. 1741 - † 1810)

## Matematici(1)
- Mathias Schacht, matematico tedesco (n. 1977)

## Mezzofondisti(1)
- Mathias Ntawulikura, ex mezzofondista e maratoneta ruandese (n. 1964)

## Modelli(1)
- Mathias Lauridsen, supermodello danese (Copenaghen, n. 1984)

## Mountain biker(1)
- Mathias Flückiger, mountain biker, ciclocrossista e ciclista su strada svizzero (Berna, n. 1988)

## Multiplisti(1)
- Mathias Brugger, multiplista tedesco (n. 1992)

## Musicisti(1)
- Mathias Grassow, musicista tedesco (Wiesbaden, n. 1963)

## Pallamanisti(1)
- Mathias Gidsel, pallamanista danese (Skjern, n. 1999)

## Pilote automobilistiche(1)
- Mathias Beche, pilota automobilistica svizzero (Genf, n. 1986)

## Piloti automobilistici(1)
- Mathias Lauda, ex pilota automobilistico austriaco (Salisburgo, n. 1981)

## Pistard(1)
- Mathias Guillemette, pistard e ciclista su strada canadese (Trois-Rivières, n. 2002)

## Pittori(1)
- Matthias Stomer, pittore olandese (Amersfoort - Sicilia)

## Politici(5)
- Mathias Arminjon, politico italiano (Évian-les-Bains, n. 1793 - † 1859)
- Mathias Cormann, politico e diplomatico australiano (Eupen, n. 1970)
- Mathias De Clercq, politico belga (Gand, n. 1981)
- Mathias Mongenast, politico lussemburghese (Diekirch, n. 1843 - Lussemburgo, † 1926)
- Mathias Sommerhielm, politico norvegese (Kolding, n. 1764 - Stoccolma, † 1827)

## Rapper(1)
- Silla, rapper tedesco (Berlino, n. 1984)

## Saltatori con gli sci(1)
- Mathias Hafele, ex saltatore con gli sci austriaco (n. 1983)

## Sciatori alpini(3)
- Mathias Haas, ex sciatore alpino austriaco (n. 1962)
- Mathias Rolland, ex sciatore alpino francese (Albertville, n. 1991)
- Mathias Wölfl, ex sciatore alpino e sciatore freestyle tedesco (Monaco di Baviera, n. 1984)

## Sciatori freestyle(1)
- Mathias Graf, sciatore freestyle e ex sciatore alpino austriaco (Dornbirn, n. 1996)

## Scrittori(1)
- Mathias Énard, scrittore e traduttore francese (Niort, n. 1972)

## Tennisti(1)
- Mathias Bourgue, tennista francese (Avignone, n. 1994)

## Teologi(1)
- Mathias Zell, teologo tedesco (n. 1477 - † 1548)

## Thaiboxer(1)
- Mathias Gallo Cassarino, thaiboxer italiano (Venaria Reale, n. 1992)

## Tiratori di fune(1)
- Mathias Hynes, tiratore di fune britannico (Gortmore, n. 1883 - Lambeth, † 1926)

## Velocisti(1)
- Mathias Hove Johansen, velocista norvegese (Stavanger, n. 1998)

## Vescovi cattolici(1)
- Mathias Ri Iong-hoon, vescovo cattolico sudcoreano (Hwaseong, n. 1951)

## Senza attività specificata(1)
- Mathias Wecxsteen, ex sciatore freestyle francese (n. 1980)